# Pont de Bohardy
Le pont de Bohardy est un pont du XVe siècle franchissant l'Èvre à Montrevault dans le département français de Maine-et-Loire.

## Description
Le pont possède huit arches ogivales très inégales avec des avant-becs triangulaires irréguliers qui lui confèrent une apparence plutôt "chaotique". L'office de tourisme intercommunal du canton de Montrevault date l'ouvrage de 1465. Il est aujourd'hui limité aux véhicules inférieurs à 1,50 tonne.
L'édifice est classé au titre des monuments historiques en 1978.

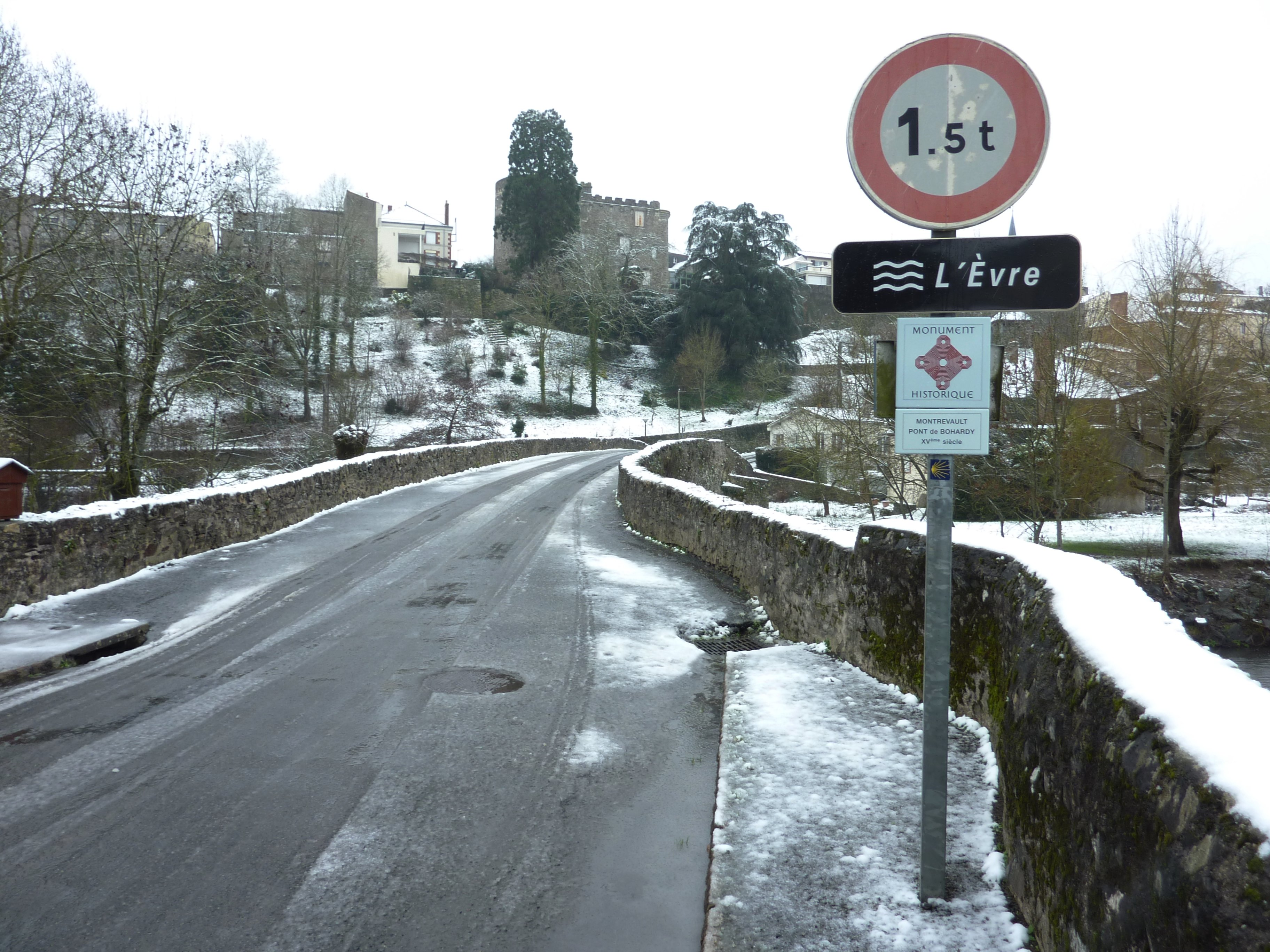
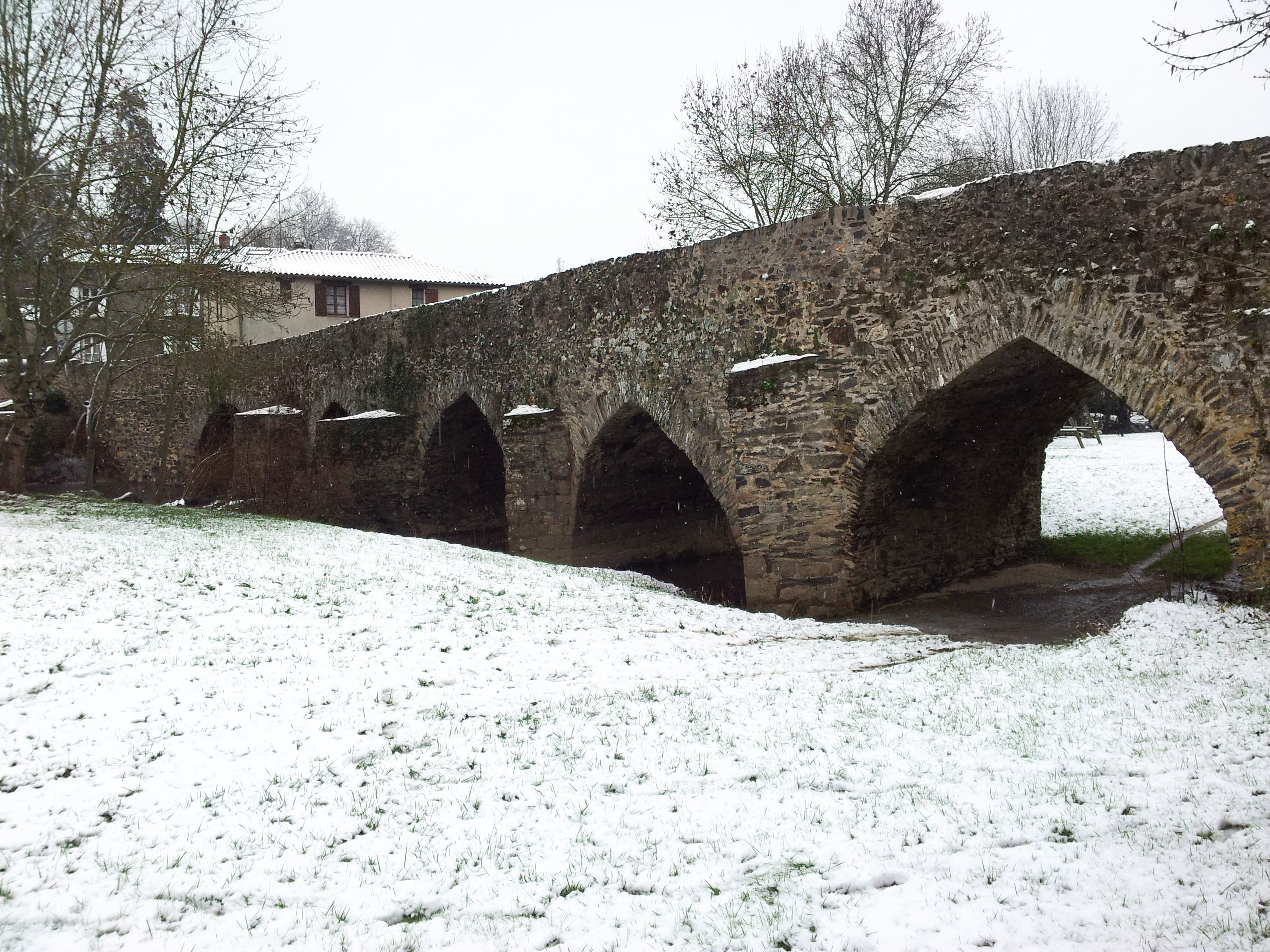
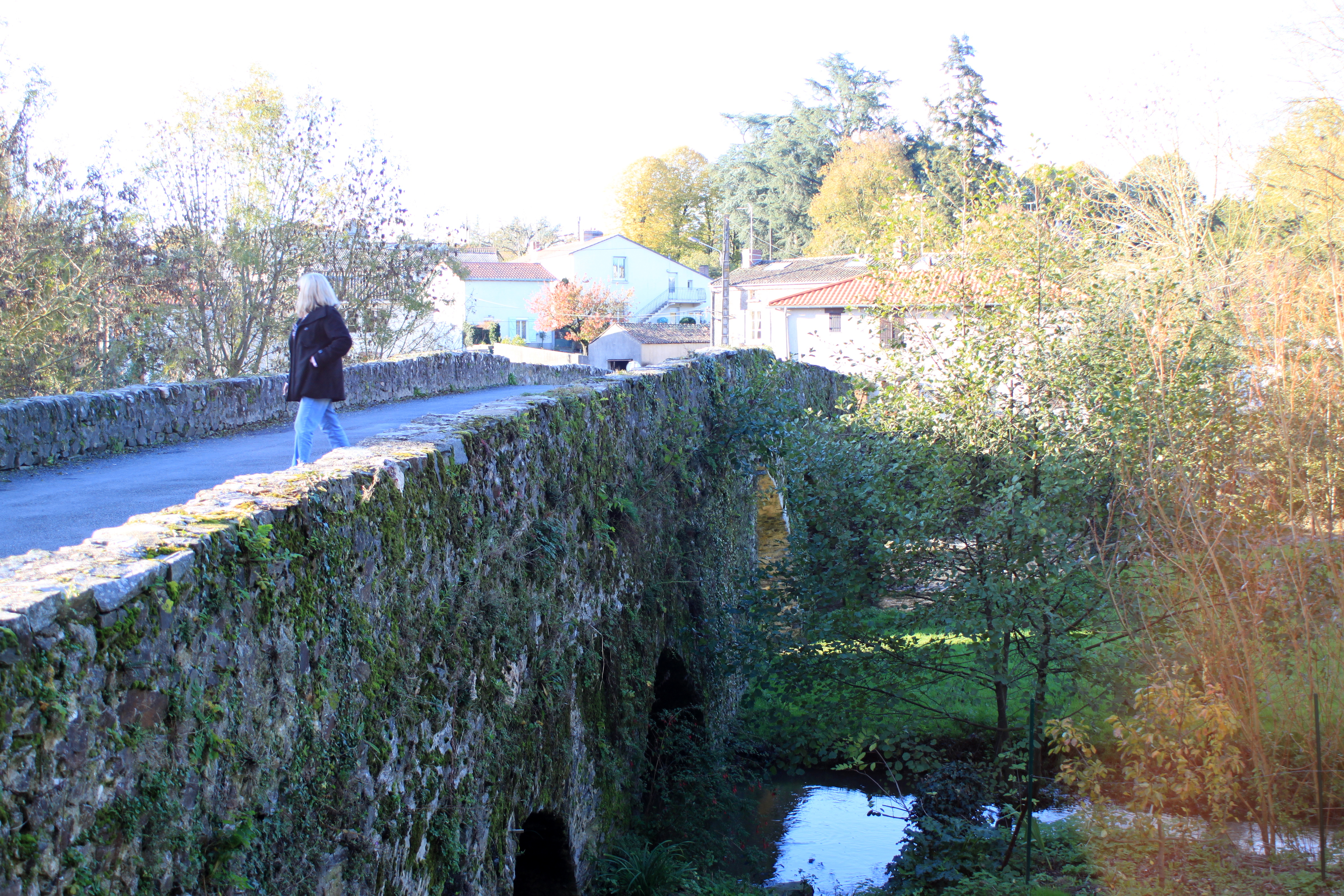
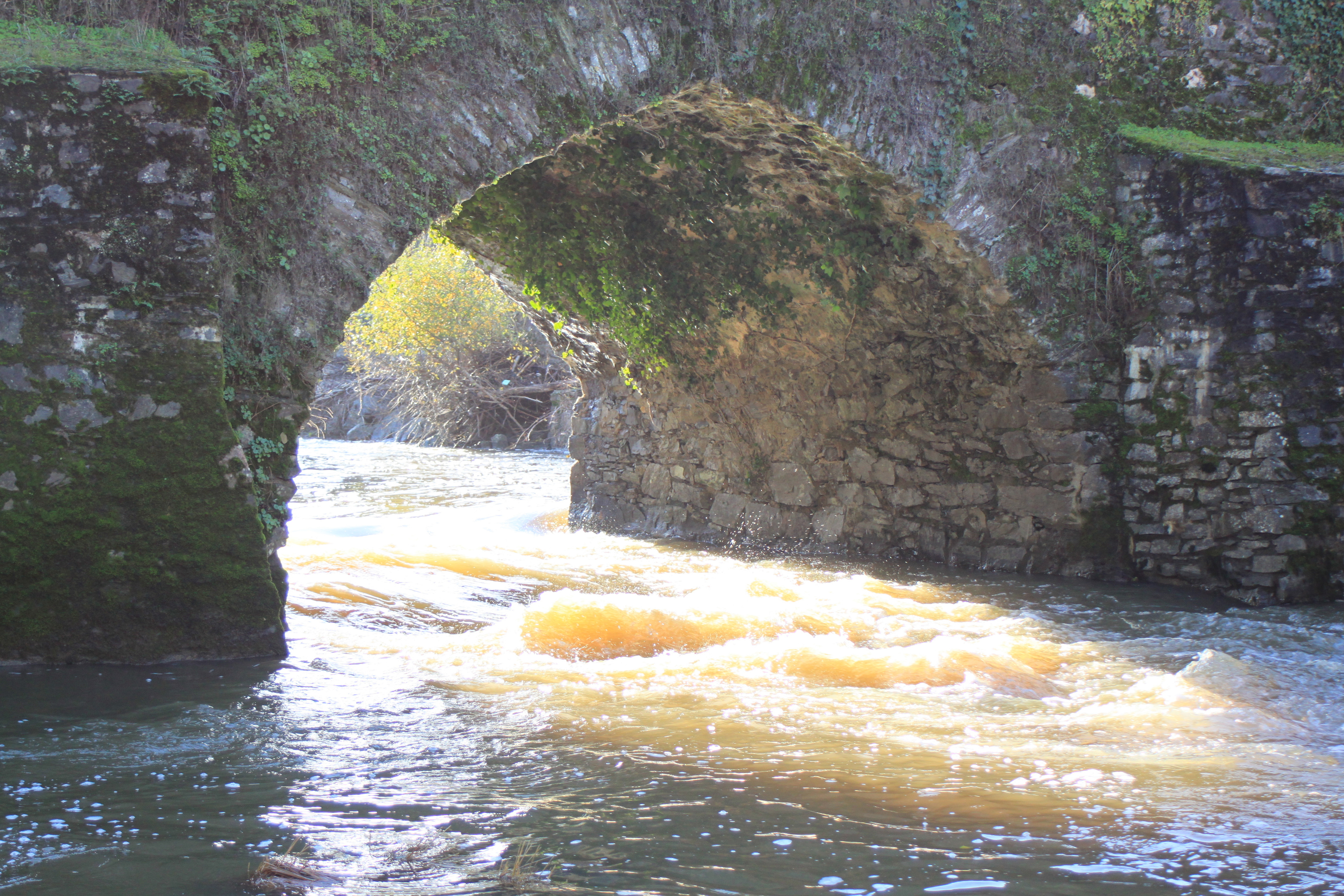
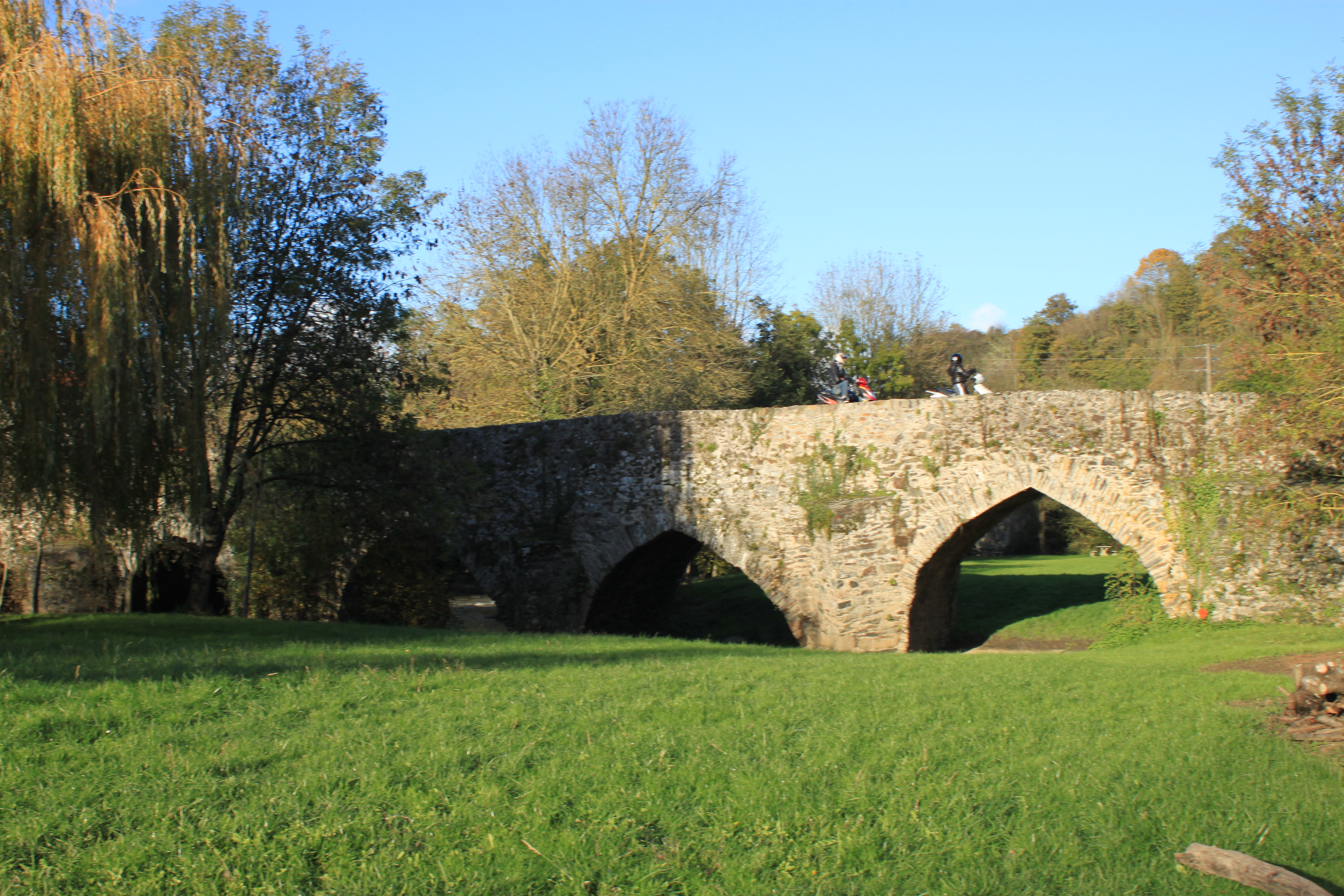
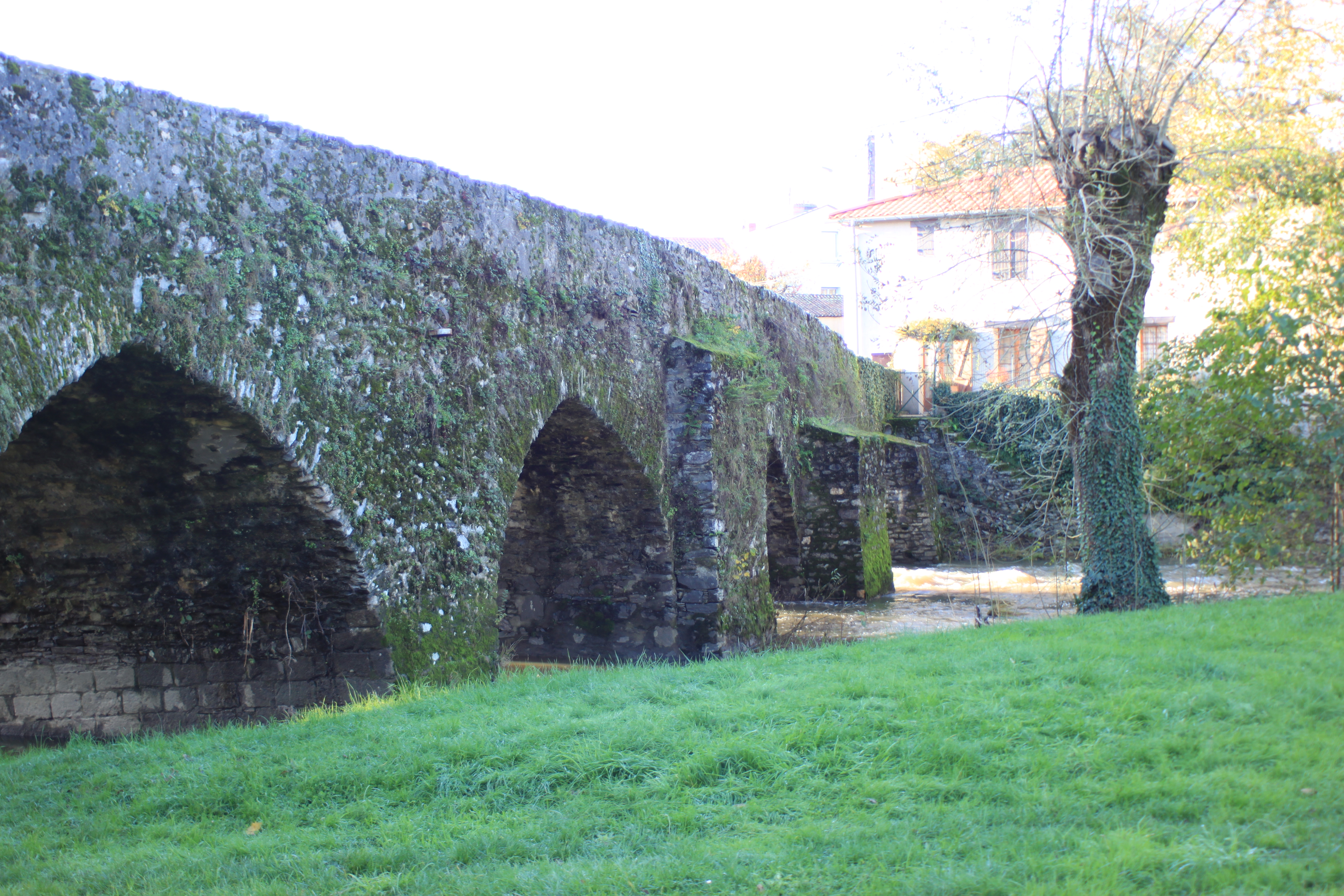